# 대동법 시행 기념비
대동법시행기념비(大同法施行記念碑)는 조선 후기에 대동법의 시행을 알리기 위해 세운 석비이다.
경기도의 유형문화재 제40호로 조선 효종 때 김육이 충청감사로 있을 때 공부의 불균형과 부역의 불공평을 없애기 위하여 호서지방에서 실시한 대동법이 좋은 성과를 거두자 대동법 시행을 만인에게 알리며, 백성을 생각하는 그 덕을 기념하기 위하여 효종 10년(1659)에 경기도 안성군 공도면에 기념비를 만들고 남동쪽 약 50m 지점 언덕에 세웠던 것을 1970년대에 같은 구역인 경기도 안성군 공도면 소사리 현위치로 이전하였다.(1983년 소사리가 경기도 평택군에 편입되어 현재 주소는 경기도 평택시 소사동) 대동법은 각 지방의 특산물을 공물로 바치던 폐단을 없애고 미곡으로 환산하여 바치게 한 납세제도인데, 동법을 시행한 후부터는 공부의 불균형과 부역의 불공평이 없어지고, 민간의 상거래까지 원활해졌다.

## 같이 보기
- 대동법
- 김육
- 김집
- 송시열
- 김홍욱
- 이원익
- 안방준